# Saint-Brieuc (quận)
Quận Saint-Brieuc là một quận của Pháp, nằm ở tỉnh Côtes-d'Armor, trong vùng Bretagne. Quận này có 21 tổng và 122 xã.

## Đơn vị hành chính

### Tổng
Các tổng của quận Saint-Brieuc là: 
1. Châtelaudren
2. La Chèze
3. Corlay
4. Étables-sur-Mer
5. Lamballe
6. Langueux
7. Lanvollon
8. Loudéac
9. Moncontour
10. Paimpol
11. Pléneuf-Val-André
12. Plérin
13. Ploeuc-sur-Lié
14. Ploufragan
15. Plouguenast
16. Plouha
17. Quintin
18. Saint-Brieuc-Nord
19. Saint-Brieuc-Ouest
20. Saint-Brieuc-Sud
21. Uzel

### Xã
Các xã của quận Saint-Brieuc, và mã INSEE là: 
| 1. Allineuc (22001)                         | 2. Andel (22002)                  | 3. Binic (22007)              | 4. Boqueho (22011)         |
| 5. Bréhand (22015)                          | 6. Châtelaudren (22038)           | 7. Cohiniac (22045)           | 8. Corlay (22047)          |
| 9. Coëtlogon (22043)                        | 10. Coëtmieux (22044)             | 11. Erquy (22054)             | 12. Gausson (22060)        |
| 13. Gommenec'h (22063)                      | 14. Grâce-Uzel (22068)            | 15. Hillion (22081)           | 16. Hémonstoir (22075)     |
| 17. Hénon (22079)                           | 18. Kerfot (22086)                | 19. L'Hermitage-Lorge (22080) | 20. La Chèze (22039)       |
| 21. La Ferrière (22058)                     | 22. La Harmoye (22073)            | 23. La Malhoure (22140)       | 24. La Motte (22155)       |
| 25. La Méaugon (22144)                      | 26. La Prénessaye (22255)         | 27. Lamballe (22093)          | 28. Landéhen (22098)       |
| 29. Lanfains (22099)                        | 30. Langast (22100)               | 31. Langueux (22106)          | 32. Lanleff (22108)        |
| 33. Lanloup (22109)                         | 34. Lannebert (22112)             | 35. Lantic (22117)            | 36. Lanvollon (22121)      |
| 37. Le Bodéo (22009)                        | 38. Le Cambout (22027)            | 39. Le Faouët (22057)         | 40. Le Fœil (22059)        |
| 41. Le Haut-Corlay (22074)                  | 42. Le Leslay (22126)             | 43. Le Merzer (22150)         | 44. Le Quillio (22260)     |
| 45. Le Vieux-Bourg (22386)                  | 46. Loudéac (22136)               | 47. Merléac (22149)           | 48. Meslin (22151)         |
| 49. Moncontour (22153)                      | 50. Morieux (22154)               | 51. Noyal (22160)             | 52. Paimpol (22162)        |
| 53. Penguily (22165)                        | 54. Plaine-Haute (22170)          | 55. Plaintel (22171)          | 56. Planguenoual (22173)   |
| 57. Plerneuf (22188)                        | 58. Plessala (22191)              | 59. Plœuc-sur-Lié (22203)     | 60. Ploubazlanec (22210)   |
| 61. Ploufragan (22215)                      | 62. Plouguenast (22219)           | 63. Plouha (22222)            | 64. Plourhan (22232)       |
| 65. Plourivo (22233)                        | 66. Plouvara (22234)              | 67. Plouézec (22214)          | 68. Pludual (22236)        |
| 69. Plumieux (22241)                        | 70. Plurien (22242)               | 71. Plussulien (22244)        | 72. Plédran (22176)        |
| 73. Pléguien (22177)                        | 74. Pléhédel (22178)              | 75. Plélo (22182)             | 76. Plémet (22183)         |
| 77. Plémy (22184)                           | 78. Pléneuf-Val-André (22186)     | 79. Plérin (22187)            | 80. Pommeret (22246)       |
| 81. Pommerit-le-Vicomte (22248)             | 82. Pordic (22251)                | 83. Quessoy (22258)           | 84. Quintenic (22261)      |
| 85. Quintin (22262)                         | 86. Saint-Alban (22273)           | 87. Saint-Barnabé (22275)     | 88. Saint-Bihy (22276)     |
| 89. Saint-Brandan (22277)                   | 90. Saint-Brieuc (22278)          | 91. Saint-Caradec (22279)     | 92. Saint-Carreuc (22281)  |
| 93. Saint-Donan (22287)                     | 94. Saint-Gildas (22291)          | 95. Saint-Glen (22296)        | 96. Saint-Hervé (22300)    |
| 97. Saint-Julien (22307)                    | 98. Saint-Martin-des-Prés (22313) | 99. Saint-Maudan (22314)      | 100. Saint-Mayeux (22316)  |
| 101. Saint-Quay-Portrieux (22325)           | 102. Saint-Rieul (22326)          | 103. Saint-Thélo (22330)      | 104. Saint-Trimoël (22332) |
| 105. Saint-Étienne-du-Gué-de-l'Isle (22288) | 106. Tressignaux (22375)          | 107. Trébry (22345)           | 108. Trédaniel (22346)     |
| 109. Trégomeur (22356)                      | 110. Trégueux (22360)             | 111. Tréguidel (22361)        | 112. Trémuson (22372)      |
| 113. Tréméloir (22367)                      | 114. Tréméven (22370)             | 115. Tréveneuc (22377)        | 116. Trévé (22376)         |
| 117. Trévérec (22378)                       | 118. Uzel (22384)                 | 119. Yffiniac (22389)         | 120. Yvias (22390)         |
| 121. Étables-sur-Mer (22055)                | 122. Île-de-Bréhat (22016)        |                               |                            |